# 高韜
高韬（3世纪—309年），字子远，西晋陈留郡圉县（今河南省荥阳市）人。高光之子。
高韬放肆没有节操，曾经受贿被有司弹劾。高光侍奉晋惠帝西行到长安，高韬兼右卫将军，与殿中的小人勾结。晋惠帝后期，东海王司马越辅政，高韬暗中与杜概等人计划讨伐司马越，事情泄露，被杀。